# Walter Pandiani
Walter Gerardo Pandiani Urquiza,[carece de fontes?] (Montevidéu, 27 de abril de 1976[carece de fontes?]) é um ex-futebolista e treinador de futebol uruguaio que atuava como atacante.

## Carreira
Revelado em 1995 pelo Progreso, Pandiani disputou 22 jogos pelos Gauchos del Pantanoso, com 12 gols.
Entre 1997 e 1998, integrou o elenco do Basáñez, porém nunca entrou em campo. Ainda assim, chamou a atenção do tradicional Peñarol, onde venceu um Campeonato Uruguaio, em 1999.

## Futebol europeu
Após deixar o Peñarol em 2000, El Rifle foi contratado pelo Deportivo La Coruña, conquistando 2 Supercopas e uma Copa del Rey, derrotando o poderoso Real Madrid em pleno Santiago Bernabéu, em jogo que a imprensa espanhola apelidou de Centenariazo (em alusão ao Maracanaço da Copa de 1950), pois os Merengues comemoravam 100 anos de fundação.
Em território espanhol, jogou também por Real Mallorca, Osasuna, Espanyol, Villarreal e Atlético Baleares (atuou com seu filho mais velho, Nicolás Pandiani), além de 1 temporada e meia pelo Birmingham City.

## Volta ao Uruguai, estreia como técnico e aposentadoria na Suíça
Em 2013, aos 37 anos, Pandiani voltou ao Uruguai para defender o Miramar Misiones durante um ano, e novamente jogou com seu filho. Dispensado em 2014, trabalhou como técnico das categorias de base do Masnou, da quarta divisão espanhola.
Voltou a jogar em 2015, assinando com o Lausanne-Sport. Após uma temporada no clube suíço, encerrou definitivamente a carreira de atleta no ano seguinte, regressando ao Masnou pouco depois, agora como técnico efetivo.
Ele ainda teve passagens como treinador das categorias de base do Europa e do L'Hospitalet.

## Polêmica com Cristiano Ronaldo
Em 2011, Pandiani alfinetou Cristiano Ronaldo, então no Real Madrid, dizendo que o português deveria se espelhar mais no argentino Lionel Messi, e também afirmou que, pelo futebol apresentado, a ""publicidade" era muito cara. José Mourinho, compatriota de CR7 e técnico dos Merengues na época, defendeu o meia-atacante e afirmou que o uruguaio "teve minutos de fama e glória".

## Seleção Uruguaia
Mesmo vivendo boa fase no futebol espanhol, Pandiani teve poucas chances na Seleção Uruguaia, estreando pela Celeste Olímpica em março de 2001, nas eliminatórias da Copa de 2002, contra o Paraguai. Porém, o atacante não foi lembrado na convocação do técnico Víctor Púa.
Seu último jogo foi em 2004, contra o Peru, pelas eliminatórias da Copa de 2006. Ele ainda fez críticas ao treinador da Seleção Uruguaia, Óscar Tabárez, que segundo El Rifle, não convocou jogadores que viviam boa fase.

## Títulos

### Peñarol
- Campeonato Uruguaio: 1999

### Deportivo La Coruña
- Copa del Rey: 2001–02
- Supercopa da Espanha: 2002

### Real Mallorca
- Copa del Rey: 2002–03

### Espanyol
- Copa del Rey: 2005–06